# راه‌آهن هوکایدو
راه‌آهن هوکایدو (انگلیسی: Hokkaido Railway) شرکت دولتی ترابری ریلی ژاپنی است، که در سال ۱۹۸۷ تأسیس شد.